# Rita Cortese
Adela Rita Cortese (Buenos Aires, 7 de agosto de 1949), es una reconocida actriz y cantante argentina.
Su trayectoria abarca trabajos en películas, series y telenovelas, la cual le valió tres Premios Martín Fierro y también galardonada con el Premio Cóndor de Plata.

## Biografía
En 1967 comenzó la carrera de Filosofía y Letras pero la abandonó un año después. En 1974 ingresó en la escuela de teatro dirigida por Néstor Raimondi, aunque, según sus propias declaraciones, comenzó su carrera profesional en 1972 en el Teatro Latino de San Telmo. 
Como actriz de cine, trabajó en La nube y en 2003 recibió el premio Cóndor de Plata a mejor actriz por Herencia, y, como actriz de televisión, recibió en 2002 el premio Martín Fierro por su actuación en la telenovela El sodero de mi vida y en 2008 por su participación especial en la telecomedia Lalola. Ese mismo año, editó su primer álbum, llamado El amor, ese loco berretín, donde interpreta diferentes baladas de tango, con el cual obtuvo el premio Carlos Gardel a mejor artista de tango revelación en 2009. En 2014 fue una de las protagonistas de la exitosa película Relatos salvajes, que fue nominada al premio más importante del festival de Cannes y al Óscar.

## Filmografía
| Cine | Cine                                 | Cine               |
| Año  | Título                               | Personaje          |
| ---- | ------------------------------------ | ------------------ |
| 1984 | Asesinato en el Senado de la Nación  | Marta              |
| 1986 | La República perdida II              | Relatora en off    |
| 1993 | Un muro de silencio                  | Mercedes           |
| 1997 | Cenizas del paraíso                  | Mirta              |
| 1997 | Momentos robados                     | Vilma              |
| 1997 | El sueño de los héroes               | Mujer del corralón |
| 1998 | Cohen vs. Rosi                       | Angélica Rosi      |
| 1998 | La nube                              | Dolores            |
| 1999 | Alma mía                             | Tita               |
| 2000 | Apariencias                          | Susana Posse       |
| 2002 | Herencia                             | Olinda             |
| 2002 | ¿Y dónde está el bebé?               | Betina             |
| 2002 | Samy y yo                            | Liliana            |
| 2002 | ¿Sabés nadar?                        | Malba              |
| 2005 | Monobloc                             | Madrina            |
| 2007 | Familia Lugones                      | Gladis             |
| 2009 | Horizontal/Vertical                  | Albita             |
| 2009 | Una cita, una fiesta y un gato negro | Saravia            |
| 2010 | Dos hermanos                         | Alicia Pereyra     |
| 2010 | Los Marziano                         | Delfina Marziano   |
| 2010 | Cinco velitas (cortometraje)         | Lucrecia           |
| 2011 | Viudas                               | Esther             |
| 2011 | Verdades Verdaderas                  | Nerina             |
| 2014 | Relatos salvajes                     | La cocinera        |
| 2019 | La odisea de los giles               | Carmen Lorgio      |
| 2019 | Bruja                                | Abuela Imelda      |
| 2020 | Las siamesas                         | Clota              |
| 2021 | La sombra del gato                   | Ana                |
| 2022 | Un crimen argentino                  | Adelma Gobbi       |
| 2022 | El suplente                          | Amalia             |
| 2023 | Blondi                               | Pepa               |
| 2024 | Los domingos mueren más personas     | Dora               |

## Televisión
| 1989      | Hombres de ley                          | Matilde                                           |
| 1990      | Estafa de amor                          | Marizza Montero de Velez                          |
| 1990      | La bonita página                        | Rita                                              |
| 1992      | Corazones de fuego                      | Rebeca                                            |
| 1993-1994 | Alta comedia                            | Varios personajes                                 |
| 1994      | El día que me quieras                   | Rómula                                            |
| 1996      | Los especiales de Doria                 | Varios personajes                                 |
| 1997      | Naranja y media                         | Fiscal                                            |
| 1997      | RRDT                                    | Delia                                             |
| 1997      | Señoras y señores                       | Leticia Fontela                                   |
| 1998      | Laura y Zoe                             | Rita Martínez                                     |
| 1999-2000 | Verano del 98                           | Sara Katz                                         |
| 2001-2002 | El sodero de mi vida                    | Elsa Campos                                       |
| 2002      | 1000 millones                           | Dominga Vargas                                    |
| 2003      | Costumbres argentinas                   | Celina Martínez                                   |
| 2003      | Malandras                               | Coca Bertolotti                                   |
| 2003      | Sol negro                               | Dra. Gloria Glezer                                |
| 2004      | Los secretos de papá                    | Blanca                                            |
| 2005      | Sin código                              | Mirna                                             |
| 2006      | Montecristo                             | Sara María Carusso                                |
| 2007      | Lalola                                  | Bruja                                             |
| 2007      | Reparaciones                            | Cora                                              |
| 2008      | Mujeres asesinas 4                      | Alicia - Epi 6: «Alicia, deudora»                 |
| 2008      | La bella Otero                          | Berta                                             |
| 2008      | Tinta argentina                         | Mercedes                                          |
| 2009      | Scusate il disturbo                     | Beatris                                           |
| 2009      | Mitos, crónicas del amor descartable    | Norma                                             |
| 2009      | Rosa, Violeta y Celeste                 | Francisca "Pancha"                                |
| 2010      | Botineras                               | Emma Riganti                                      |
| 2011      | Tiempo de pensar                        | Abogada Susana - Epi : «Segundo fatal»            |
| 2012      | Volver a nacer                          | Carmen                                            |
| 2012      | Graduados                               | Profesora Marta Quiñones                          |
| 2012      | El hombre de tu vida                    | Sandra Guzmán                                     |
| 2012      | La viuda de Rafael                      | Matilde "La Sargenta"                             |
| 2013      | Esa mujer                               | Ofelia Morales                                    |
| 2013      | Historias de corazón                    | Emilia - Epi 29: «Ausencias temporales»           |
| 2014      | Doce casas, Historia de mujeres devotas | Mercedes - «Semana 2: Historia de Mercedes»       |
| 2014      | Escuela nocturna                        | Mamá de Sebastian                                 |
| 2015      | Esperanza mía                           | Genoveva                                          |
| 2017      | El jardín de bronce                     | Reba                                              |
| 2021      | Maradona, sueño bendito                 | Dalma Salvadora Franco "Doña Tota" (adulta mayor) |
| 2024      | La mente del poder                      | Renata Saenz                                      |
| 2025      | El mejor infarto de mi vida             | Roberta                                           |
| 2025      | En el barro                             | Cecilia Moranzón                                  |

## Discografía
- 2008: El amor, ese loco berretín - Acqua Records

## Premios y nominaciones
| Año  | Premio               | Categoría                                   | Trabajo                         | Resultado |
| ---- | -------------------- | ------------------------------------------- | ------------------------------- | --------- |
| 2001 | Premio Martín Fierro | Actriz de reparto                           | El sodero de mi vida            | Ganadora  |
| 2003 | Premio Martín Fierro | Actriz de reparto en Unitario y/o Miniserie | Sol negro                       | Nominada  |
| 2003 | Premio Clarín        | Mejor Actriz                                | Sol negro                       | Nominada  |
| 2005 | Premio Martín Fierro | Actriz de reparto en Comedia                | Sin código                      | Ganadora  |
| 2007 | Premio Martín Fierro | Participación especial de Ficción           | Lalola                          | Ganadora  |
| 2008 | Premio Clarín        | Mejor Actriz Drama                          | Mujeres asesinas                | Nominada  |
| 2011 | Premio Konex         | Intérprete Femenina de Musical              | Trayectoria de la última década | Ganadora  |